# Oreste (Draconzio)
Oreste (nell'originale latino Orestis Tragoedia), spesso rappresentato col titolo La tragedia di Oreste, è un epillio latino del V secolo di Blossio Emilio Draconzio, scrittore e poeta cristiano cartaginese.

## Trama
Draconzio inizia con una prefazione programmatica, delineando prima brevemente la sua trama (1-12), per poi invitare Melpomene, la Musa della tragedia, ad assisterlo con i suoi calzari tragici; con notevole consapevolezza del genere, dichiara che il giambo deve tacere a favore del metro dattilico dell'epica, come ausilio alla sua capacità di raccontare i dettagli della storia (13-24):
il vincitor che viene assassinato 

invece che onorato, ed empia gioia 

l'Amor del sangue e l'empio desiderio 

della moglie troiana che, però, 

non riuscì a tagliar d'Atride la gola, 

le corone di alloro arrossato 

dal sangue reale, e il diadema del capo 

macchiato dalla tabe lì versata. 
 
Io canterò d'Oreste che, per uccidere 

sua madre, ricordò e dimenticò 

la propria genitrice, pio figlio 

per mancanza di pietà filiale, 

fedele con slealtà, e gli dèi iniqui, 

ma con buona ragione, nel loro scopo 

crudele, e il colpevole innocente, 

il Tempio tracio che allor consegnava 

le Furie, dove una vergine ebbe in sorte 

non la morte ma la salvezza, falsa 

sacerdotessa con un pio inganno, lei, pur sorella.

Melpomene, ti prego, or abbandona 

il tragico coturno, e  resti muto 

il giambo, risuonando il pie' dattilico. 

Dammi il potere di evocare il lodevole 

sacrilegio del figlio e di giustificare 

pubblicamente il condannato dalle Furie, 

l'unico che infiamma il risentimento, 

che eccita l'onore, che la rabbia 

fa alzare in piedi, che il coraggio anima, 

che i sentimenti esaltano e che un bello 

slancio sollecita (è uno smarrimento 

pio che a lui fé prendere le armi, 

è una pietà criminale che gli diede 

il ferro), quello, infine, che il trasporto 
 
di salutar furore, di urgenza 

di restaurare onori spenti e armi 

vittoriose sepolte: e anzi, il reo 

di quel delitto mutilò l'ultore 

del delitto, il difensore del talamo 

fu ucciso innanzi alla coniuge, e l'amico 

del letto nuziale giace innanzi 

a questo stesso letto.»
(trad. A. D'Andria)
Si inizia con la descrizione della caduta di Troia, con Agamennone sulla via del ritorno a Micene (25-40). Il suo viaggio viene interrotto da una tempesta che lo porta in Tauride, dove si ricongiunge con Ifigenia (25-40), ormai sacerdotessa di Diana: Agamennone cerca il perdono di Diana per aver sacrificato Ifigenia per ottenere i venti favorevoli verso Troia, ma la dea si infuria ed egli fugge e torna a Micene (41-107) dove, intanto, la flotta reale è arrivata senza di lui e Clitennestra ne osserva l'arrivo con l'amante Egisto, preoccupata per la possibilità che il marito scopra il loro adulterio (108-132). Tra il bottino di guerra c'è la profetessa Cassandra, che si rivolge alla regina con una visione di ciò che sta per accadere, causando a Clitennestra un certo disagio, che la costringe a ritirarsi all'interno del palazzo per convincere Egisto che sarebbe meglio liberarsi del marito per evitare che si vendichi come ha fatto con i Troiani (133-231).
Agamennone torna a casa e i due amanti adulteri lo uccidono (232-270); a questo punto, il poeta divaga per alcuni versi, declinando la possibilità che qualcuno che ha potuto conquistare una città così potente, sia in grado di essere abbattuto da una persona relativamente insignificante e di bassa estrazione (271-283). In seguito, Elettra porta Oreste ad Atene, dove ci viene detto che trascorrerà la sua giovinezza all'insegna dello sport e della retorica (284-304) ed Egisto si insedia come sovrano a Micene, mentre Dorylas, schiavo e pedagogo di Oreste, si reca da Clitennestra con una storia fittizia per proteggere i figli di Agamennone, dicendo che Elettra e Oreste sono annegati (305-378). Clitennestra si rivolge poi ai cittadini di Micene, che se ne vanno sbalorditi e increduli che un sovrano così grande come Agamennone possa cadere in disgrazia per una morte tanto ignobile (379-426). 
Passano sette anni e otto mesi; Dorylas e alcuni altri schiavi si recano alla tomba di Agamennone e lo implorano di vendicare la sua morte (453-514). Il fantasma di Agamennone acconsente e vola ad Atene, dove, in un sogno, esorta Oreste e il suo amico Pilade a cessare le loro attività giovanili e a compiere il loro dovere di vendetta (515-551). Al risveglio, Oreste non è convinto, e Pilade si mette a esortarlo all'azione (515-551), sicché i due si mettono in viaggio verso Micene, dove Pilade uccide prima Egisto e Oreste, dopo alcuni scambi con la madre, la uccide (552-625) e la popolazione lo riconosce come proprio sovrano (798-802).
Nel frattempo, arriva un messaggero che annuncia che Ermione, figlia di Menelao e cugina di Oreste, è stata rapita da Pirro, figlio di Achille. Oreste va a salvarla, uccidendo Pirro in un tempio non specificato (803-819). Tornato a Micene, Oreste riceve la visita dell'ombra di Clitennestra, che ora assomiglia a una Furia, e successivamente viene condotto alla pazzia (820-861) e portato da Pilade in Tauride, dove, catturato dagli abitanti dell'isola, deve essere sacrificato (820-86) e Ifigenia lo riconosce quando delirando pronuncia il nome di Agamennone; a quel punto, lo tiene lì per tutta la notte e lo guarisce dalla sua follia (862-886) e, il giorno dopo, partono tutti per Atene, dove Oreste viene processato da Molosso per l'omicidio di suo padre Pirro. Dopo diversi discorsi, i giudici si trovano in una situazione di stallo e Minerva esprime il voto decisivo a favore dell'assoluzione di Oreste. Dopo vari festeggiamenti, Oreste torna a Micene insieme a Pilade, Ifigenia ed Elettra (887-962). 
Il poeta chiude l'epillio con un'ultima supplica agli dei affinché proteggano i Greci da altri mali (963-974).

## Critica
L'opera, composta da 974 esametri sul mito di Oreste, fu pubblicata per la prima volta nel 1858 a cura di C. W. Müller che, basandosi su criteri linguistici, rifiutò, senza però fornire ulteriori dettagli, di attribuirla a un poeta del periodo classico. La critica è giunta a considerare l'opera come autonoma, nonostante rimanga ancora qualche dubbio che l'Oreste facesse parte dei Romulea, una raccolta di carmi giovanili. Nell'epillio sono ravvisabili influenze di opere e autori precedenti, come la presenza di Seneca, particolarmente evidente sia nelle citazioni testuali, sia nell'atmosfera, «tendente all'orrido e al macabro». Molto probabilmente, Draconzio attinse anche a tragedie più recenti di altri autori, andate però perdute.
Il titolo di Orestis tragoedia, fornito dal migliore dei due manoscritti che conservano l'opera, potrebbe risalire a Draconzio stesso, poiché il poeta si rivolge così a Melpomene, musa della tragedia, nei primi versi del poema: Te rogo, Melpomene, tragicis discende cothumis / et pede dactylico risonante quiescat iambus, indicando, quindi, che intende trattare nel modo epico un soggetto mutuato dal repertorio tragico, con l'«intento di sistemazione unitaria del ciclo oresteo». 
L'epillio, inoltre, presenta un gusto per la scena "a effetto", che spinge Draconzio ad introdurre nella trama della sua narrazione avventure romanzesche di cui non troviamo traccia altrove: la più notevole, tra queste, è l'incontro tra Agamennone e Ifigenia nel tempio di Diana in Tauride o, ancora, l'invenzione del personaggio di Dorylas , pedagogo di Oreste, la cui utilità drammatica è, tuttavia, nulla, poiché interviene dopo che Elettra ha portato Oreste a Atene con la storia del naufragio, essendo entrambi i giovani già fuori dalla portata degli assassini.
Scritto da un autore che visse ai margini dell'impero al tempo della sua caduta, l'epillio testimonia l'invasione e la cattura da parte dei vandali, con il tragico dilemma tra fedeltà al vecchio mondo (metaforicamente indicato da Agamennone) e integrazione nel nuovo, simboleggiato da Egisto. Inoltre, il poeta ripercorre in poco meno di mille versi l’intera vicenda – dal rientro di Agamennone all’uccisione di Egisto e Clitennestra, a quella di Pirro e fino al proscioglimento di Oreste – per richiamare l’attenzione sulla problematica morale, insita nelle ragioni della vendetta e dell’accusa, nonché dell’autodifesa e dell’assoluzione, legandola alle proprie vicende: si comprende come la privazione della libertà di pensiero e di espressione ideologica lo inducesse a rifugiarsi nel mito non solo come patria della fantasia e fonte d’ispirazione, bensì come metafora della cupa realtà storico-politica.